# 팽성읍 객사
팽성읍 객사(彭城邑 客舍)는 조선시대 팽성현의 객사이다. 1989년 6월 1일 경기도 유형문화재 제137호로 지정되었다.

## 개요
팽성읍 객사는 조선시대 팽성현의 객사로 현종(1659~1674) 때 크게 중창하였고, 다시 영조 36년(1760)에 중수하고, 순조 1년(1801)에 또 다시 중수한 것이다.
현재는 대문간채와 본채가 남아 있는데, 본채는 전체 9칸 가운데 3칸은 중대청이고, 좌·우에 동·서헌이 각각 3칸씩이다. 중대청은 안에 왕을 상징하는 전패를 모시고 고을 수령이 한달에 두 번 배례를 올리던 곳으로 이곳은 굵은 원형 기둥에 초익공을 결구하고 지붕도 동·서헌보다 높여 건물의 격식을 높였다.
동·서헌은 다른 지방에서 온 관리들이 머물던 숙소로 사용되었다. 대문간채의 중앙에 1칸의 대문이 있는데 솟을지붕으로 꾸몄다. 중대청과 대문의 지붕 용마루 양끝에는 용두를 놓아 관리청으로서의 위엄을 나타냈다.

## 같이 보기
- 전주 풍패지관
- 안성객사